# Kommunalwahlen in Hessen 2021
Die Kommunalwahlen in Hessen 2021 fanden am 14. März 2021 statt, am selben Tag wie die Landtagswahlen in Baden-Württemberg und Rheinland-Pfalz. Zeitgleich mit den Kommunalwahlen fanden auch wieder einige Bürgermeister- und Landratswahlen statt.
Landesweit wurde die CDU bei leichten Verlusten zum vierten Mal in Folge stärkste Partei. Klarer Gewinner der Kommunalwahl wurden mit einem Plus von 7,1 Prozentpunkten die Grünen, was großteils zu Lasten der SPD ging, die deutlich verlor. Noch etwas deutlicher waren die Verluste für die AfD, während FDP und Linke ihre Stimmenanteile marginal steigerten. Erstmals in hessische Kommunalparlamente zog die pan-europäische Bürgerbewegung Volt ein.

## Organisation

### Hessisches Kommunalwahlrecht
Alle fünf Jahre werden in Hessen Kommunalvertretungen gewählt. Dazu gehört die Wahl der Kreistage, Stadtverordnetenversammlungen und Gemeindevertretungen sowie der Ortsbeiräte. Indirekt werden die Mitglieder der Verbandskammer des Planungsverbandes Ballungsraum Frankfurt/Rhein-Main und die Zusammensetzung der Regionalversammlungen der drei hessischen Regierungsbezirke – Darmstadt, Gießen, Kassel – bestimmt.

### Wahlberechtigte
Bei den hessischen Kommunalwahlen 2021 sind alle Bürger der Europäischen Union wahlberechtigt, die am Wahltag ihr 18. Lebensjahr vollendet und seit mindestens sechs Wochen in der Gemeinde ihren Wohnsitz haben. Für die Ortsbeiratswahlen muss ein stimmberechtigter Wähler mindestens sechs Wochen im Ortsbezirk wohnhaft sein. Zudem dürfen Wähler nicht aufgrund zivil- oder strafrechtlicher Gerichtsentscheidungen vom Wahlrecht ausgeschlossen oder von Amts wegen abgemeldet sein.
Wählbar sind alle Wahlberechtigten, die am Wahltag das 18. Lebensjahr vollendet haben und seit mindestens drei Monaten in der Gemeinde oder Stadt wohnhaft sind. Ebenso dürfen sie nicht durch Richterspruch die Wählbarkeit oder die Befähigung zur Bekleidung öffentlicher Ämter verloren haben.

### Wahlablauf
Bei den Kommunalwahlen sind die hessischen Bürger aufgerufen, die Zusammensetzung der kommunalen Gremien neu zu bestimmen. Dazu zählen Kreistage, Stadtverordnetenversammlungen bzw. Gemeindevertretungen und Ortsbeiräte.
Die Wahlen finden nach den Grundsätzen einer mit einer Personenwahl verbundenen Verhältniswahl statt. Ist nur ein Wahlvorschlag zugelassen, wird nach den Grundsätzen der Mehrheitswahl gewählt. Dies war 2016 in Sensbachtal im Odenwaldkreis und in Rasdorf im Landkreis Fulda der Fall. Bei den Wahlen hat man so viele Stimmen wie das jeweilige Gremium Sitze hat. Die Wähler haben die Möglichkeit, ihre Stimmen zu kumulieren (bis zu drei Stimmen pro Bewerber) und zu panaschieren, das heißt Kandidaten verschiedener Listen ihre Stimme zu geben.
Bei den Bürgermeisterwahlen wird nach den Grundsätzen der Mehrheitswahl gewählt. Gleichzeitig mit den Kommunalwahlen finden in verschiedenen Gemeinden und Landkreisen Wahlen zu den Ausländerbeiräten statt.
Aufgrund der COVID-19-Pandemie fanden die Wahlen 2021 unter erhöhten Hygienemaßnahmen statt.

### Besondere Vorfälle
In Niedernhausen wurden bei der Briefwahl 345 Muster-Stimmzettel statt der normalen versendet. Nachdem diese zunächst nicht als gültige Stimmen gewertet wurden, entschied die Gemeindevertretung Ende April 2021, das Ergebnis zu korrigieren und diese Stimmzettel auch zu werten, denn die „betroffenen Wähler hätten nicht erkennen können, dass ihre Stimmzettel nicht korrekt waren“.
In Rüsselsheim am Main muss die Kreistagswahl (Landkreis Groß-Gerau) aufgrund von Manipulationen in allen Briefwahlbezirken am 20. März 2022 wiederholt werden, wie der Kreistag Anfang Oktober 2021 auf Vorschlag des Wahlprüfungsausschusses entschied. Dort waren über 800 Briefwahlunterlagen über eine einzige E-Mail-Adresse angefordert worden. Bei über 300 Wahlscheinen stimmten die Unterschriften nicht mit den beim Einwohnermeldeamt vorliegenden Unterschriften überein, bei weiteren ca. 300 Wahlscheinen wurde in Druckbuchstaben unterschrieben. Es laufen staatsanwaltliche Ermittlungen zu den Manipulationen.
In Raunheim kam es ebenfalls zu Manipulationsversuchen. Dort hatte der Wahlleiter 247 offensichtlich manipulierte Briefwahlunterlagen schon vor der Stimmauszählung aussortiert, sodass keine Wahlwiederholung nötig wird.

## Direktwahlen
Bürgermeister- und Landratswahlen finden in Hessen als Direktwahl statt. Aufgrund der jeweils sechsjährigen Amtszeit fallen diese Direktwahlen nur zufällig mit den allgemeinen Kommunalwahlen zusammen. Aufgrund der COVID-19-Pandemie in Deutschland beschloss der Hessische Landtag in seiner Sitzung am 24. März 2020 das Gesetz zur Sicherung der kommunalen Entscheidungsfähigkeit und zur Verschiebung der Bürgermeisterwahl. Darin wurde der Termin für die Durchführung der Bürgermeisterwahlen, die bisher im Zeitraum von April bis Oktober 2020 durchgeführt werden sollten, aufgehoben. Die jeweiligen Kommunalparlamente wurden ermächtigt, den neuen Wahltermin neu festzulegen. Die Wahl konnte frühestens auf den 1. November 2020 verlegt werden. Aber auch eine gemeinsame Wahl mit den Kommunalwahlen wurde möglich gemacht.
Mit dieser Kommunalwahl in Hessen fanden zeitgleich die Landratswahlen im Landkreis Bergstraße, Odenwaldkreis, Schwalm-Eder-Kreis, Landkreis Kassel und Landkreis Hersfeld-Rotenburg statt. Daneben fanden am 14. März auch zahlreiche Bürgermeisterwahlen statt, darunter die Oberbürgermeisterwahlen in den Sonderstatusstädten Hanau, Bad Homburg vor der Höhe, Fulda, Marburg und Wetzlar. Die nötigen Oberbürgermeister-Stichwahlen in den Sonderstatusstädten Marburg und Wetzlar fanden am 28. März 2021 statt.

## Ausgangslage
Bei den Wahlen in 2016 ergaben sich Einbußen für die großen Parteien CDU und SPD, die nun fast gleichauf lagen. Große Verluste mussten die Grünen hinnehmen, die den größten Teil ihrer Gewinne von 2011 wieder abgaben.
Die AfD kam auf ein zweistelliges Ergebnis, auch die FDP konnte einen Teil ihrer Verluste von 2011 wieder wettmachen.
Das bundespolitische Thema Flüchtlingskrise in Deutschland sowie das Abschneiden der AfD beherrschten die überregionale und regionale Nachberichterstattung der hessischen Kommunalwahlen, die mehrheitlich als Protestwahl gedeutet wurden.
Thorsten Schäfer-Gümbel, Vorsitzender der SPD Hessen, kritisierte in diesem Zusammenhang bereits vor Wahlbeginn den „die Bürger überfordernden“ Wahlmodus.

## Zusammensetzung der kommunalen Gremien
Die Größe der kommunalen Gremien ist von den Einwohnerzahlen abhängig, die das Hessische Statistische Landesamt im September 2015 bekanntgegeben hatte. Die jeweilige Zahl der Sitze ist in der Hessischen Landkreisordnung (HKO) und in der Hessischen Gemeindeordnung (HGO) festgelegt.

### Kreistage
Bei den Kreistagen sieht die Zusammensetzung wie folgt aus:
| Einwohnerzahl eines Landkreises   | Anzahl Sitze |
| --------------------------------- | ------------ |
| bis zu 100.000 Einwohnern         | 51           |
| von 100.001 bis 150.000 Einwohner | 61           |
| von 150.001 bis 200.000 Einwohner | 71           |
| von 200.001 bis 300.000 Einwohner | 81           |
| von 300.001 bis 400.000 Einwohner | 87           |
| über 400.000 Einwohner            | 93           |

Die Zahl der Kreistagsabgeordneten kann spätestens ein Jahr vor der nächsten Kommunalwahl mit der Zweidrittelmehrheit der Kreistagsabgeordneten auf die nächstniedrigere Zahl geändert werden. Es kann auch eine ungerade Zahl zwischen der bisherigen und der nächstniedrigeren gewählt werden. Es müssen mindestens 41 Kreistagsabgeordnete sein. Die Änderung muss durch die Hauptsatzung erfolgen.
Es gibt derzeit keinen Kreistag, der aus 93 Mitgliedern besteht. Die größten Kreistage gibt es im Landkreis Offenbach und im Main-Kinzig-Kreis mit jeweils 87 Mitgliedern. Normalerweise würde der Kreistag des Main-Kinzig-Kreises aus 93 Mitgliedern bestehen, da der Main-Kinzig-Kreis mehr als 400.000 Einwohner hat. In der Hauptsatzung des Main-Kinzig-Kreises ist die Zahl der Mitglieder des Kreistages allerdings auf 87 festgesetzt.

### Stadtverordnetenversammlungen/Gemeindevertretungen
Bei den Stadtverordnetenversammlungen bzw. Gemeindevertretungen sieht die Zusammensetzung wie folgt aus:
| Einwohnerzahl                           | Anzahl Sitze |
| --------------------------------------- | ------------ |
| bis zu 3.000 Einwohnern                 | 15           |
| von 3.001 bis zu 5.000 Einwohnern       | 23           |
| von 5.001 bis zu 10.000 Einwohnern      | 31           |
| von 10.001 bis zu 25.000 Einwohnern     | 37           |
| von 25.001 bis zu 50.000 Einwohnern     | 45           |
| von 50.001 bis zu 100.000 Einwohnern    | 59           |
| von 100.001 bis zu 250.000 Einwohnern   | 71           |
| von 250.001 bis zu 500.000 Einwohnern   | 81           |
| von 500.001 bis zu 1.000.000 Einwohnern | 93           |
| über 1.000.000 Einwohner                | 105          |

Die Zahl der Stadtverordneten bzw. Gemeindevertreter kann spätestens ein Jahr vor der nächsten Kommunalwahl mit der Zweidrittelmehrheit der Stadtverordneten bzw. Gemeindevertreter auf die nächstniedrigere Zahl geändert werden. Es kann auch eine ungerade Zahl zwischen der bisherigen und der nächstniedrigeren gewählt werden. Es müssen mindestens elf Stadtverordnete bzw. Gemeindevertreter sein. Die Änderung muss durch die Hauptsatzung erfolgen.
Die kleinsten Gemeindevertretungen befindet sich Cornberg mit 11 Sitzen sowie in Breitenbach am Herzberg mit 13 Sitzen. 15 Sitze gibt es in weiteren 45 Kommunen. darunter in den sechs Städtchen Rosenthal, Grebenau, Frankenau, Romrod, Ulrichstein und Schwarzenborn. In fünf Kommunen hat das Gremium 17 Sitze: in den Gemeinden Gorxheimertal, Ronneburg und Schrecksbach sowie in den kleinen Städten Bad Karlshafen und Hirschhorn (Neckar). 12 Kommunen haben je 19 Sitze zu vergeben. Es handelt sich um neun Gemeinden und die drei Kleinstädte Lorch, Neckarsteinach und Wanfried.
Die nächstgrößere Kategorie sind 23 Sitze, die in 75 Kommunen zu besetzen sind, darunter 17 Stadtverordnetenversammlungen. 25 Sitze umfassen die Bürgervertretungen in 19 Kommunen, darunter die Kleinstädte Neustadt (Hessen), Diemelstadt und Leun. 18 Gemeindeparlamente in Hessen haben 27 Sitze zu vergeben, darunter die Städte Reichelsheim (Wetterau), Staufenberg, Bad König, Homberg (Ohm) und Bad Sooden-Allendorf. Die Stadtverordnetenversammlung in Gedern umfasst 29 Sitze.
Eine große Gruppe sind schließlich die Volksvertretungen mit 31 Sitzen, die in Hessen 114 Mal anzutreffen sind, darunter in 43 Städten. In vier Stadtverordnetenversammlungen gibt es 33 Sitze. Und 37 Sitze sind 93-mal anzutreffen, wobei es sich 72-mal um Städte handelt. Die Städte Rödermark und Bad Hersfeld haben die Zahl auf 39 festgelegt. In 20 Städten gibt es je 45 Stadtverordnete.
In Bad Homburg vor der Höhe sind 49 Plätze zu besetzen. In Hanau sind es 53, während in Fulda, Gießen, Marburg und Wetzlar 59 Stadtverordnete zu wählen sind. In Darmstadt, Kassel und Offenbach umfasst die Stadtverordnetenversammlung je 71 Sitze, in Wiesbaden sind es 81 und in Frankfurt am Main 93. Damit hat diese Stadt das größte Kommunalparlament in Hessen.

### Ortsbeiräte
Die Zahl der Mitglieder eines Ortsbeirates bestimmen die jeweiligen Städte oder Gemeinden in ihren Hauptsatzungen. Sie muss zwischen drei und neun liegen.
Bei mehr als 8000 Einwohnern im Ortsbezirk dürfen es bis zu 19 Mitglieder sein.

## Ergebnisse

### Landesergebnis (Stadtverordetenwahlen und Kreiswahlen)
Für das Landesergebnis wurden die Stimmen so gewichtet, als hätte jeder Wähler nur eine Stimme abgegeben.
|                                         | Christlich Demokratische Union Deutschlands (CDU) | 658.826   | 28,5      | −0,4      | 545   | −9   |  |  |
|                                         | Sozialdemokratische Partei Deutschlands (SPD)     | 555.528   | 24,0      | −4,5      | 475   | −79  |  |  |
|                                         | Bündnis 90/Die Grünen (GRÜNE)                     | 426.331   | 18,4      | +7,1      | 343   | +126 |  |  |
|                                         | Alternative für Deutschland (AfD)                 | 160.246   | 6,9       | −5,0      | 132   | −91  |  |  |
|                                         | Freie Demokratische Partei (FDP)                  | 155.240   | 6,7       | +0,3      | 123   | +3   |  |  |
|                                         | DIE LINKE. (DIE LINKE.)                           | 92.613    | 4,0       | +0,5      | 77    | +9   |  |  |
|                                         | Freie Wähler (FREIE WÄHLER)                       | 76.633    | 3,3       | +2,7      | 67    | +51  |  |  |
|                                         | Die PARTEI (Die PARTEI)                           | 21.935    | 0,9       | +0,8      | 19    | +18  |  |  |
|                                         | Volt Deutschland (Volt)                           | 18.903    | 0,8       | neu       | 14    | neu  |  |  |
|                                         | Piratenpartei Deutschland (PIRATEN)               | 4.499     | 0,2       | −0,5      | 4     | −9   |  |  |
|                                         | Bündnis für Innovation und Gerechtigkeit (BIG)    | 2.421     | 0,1       | neu       | 3     | neu  |  |  |
|                                         | Nationaldemokratische Partei Deutschlands (NPD)   | 1.797     | 0,1       | −0,2      | 2     | −3   |  |  |
|                                         | Bündnis C – Christen für Deutschland (Bündnis C)  | 746       | 0,0       | neu       | 3     | neu  |  |  |
|                                         | Sonstige Parteien                                 | 1.794     | 0,1       | +0,1      | —     | −7   |  |  |
|                                         | Wählergruppen                                     | 136.236   | 5,9       | −1,5      | 115   | −27  |  |  |
| Gesamt                                  | Gesamt                                            | 2.313.748 | 100,0     | ±0        | 1.920 | ±0   |  |  |
| Gültige Stimmen                         | Gültige Stimmen                                   | 2.313.748 | 96,0      | +0,7      |       |      |  |  |
| Ungültige Stimmen                       | Ungültige Stimmen                                 | 96.004    | 4,0       | −0,7      |       |      |  |  |
| Wahlbeteiligung                         | Wahlbeteiligung                                   | 2.409.752 | 50,4      | +2,5      |       |      |  |  |
| Wahlberechtigte                         | Wahlberechtigte                                   | 4.773.897 | 4.773.897 | 4.773.897 |       |      |  |  |
| Quelle: Landesergebnis Statistik Hessen |                                                   |           |           |           |       |      |  |  |

### Gewählte Oberbürgermeister und Landräte

#### Oberbürgermeisterwahl in Sonderstatusstädten
* Wiedergewählte farbig unterlegt
| Stadt                    | Oberbürgermeister | Wahlvorschlag | Stichwahl |
| ------------------------ | ----------------- | ------------- | --------- |
| Bad Homburg vor der Höhe | Alexander Hetjes  | CDU           | –         |
| Fulda                    | Heiko Wingenfeld  | CDU           | –         |
| Hanau                    | Claus Kaminsky    | SPD           | –         |
| Marburg                  | Thomas Spies      | SPD           | ja        |
| Wetzlar                  | Manfred Wagner    | SPD           | ja        |

#### Landratswahl
* Wiedergewählte farbig unterlegt
| Kreis              | Landrat                | Wahlvorschlag | Stichwahl |
| ------------------ | ---------------------- | ------------- | --------- |
| Bergstraße         | Christian Engelhardt   | CDU           | –         |
| Hersfeld-Rotenburg | Torsten Warnecke       | SPD           | –         |
| Kassel             | Andreas Siebert        | SPD           | –         |
| Odenwaldkreis      | Frank Matiaske         | SPD           | –         |
| Schwalm-Eder-Kreis | Winfried Becker        | SPD           | –         |
| Darmstadt-Dieburg  | Klaus-Peter Schellhaas | SPD           | -         |